# Oberembrach
Oberembrach – miejscowość i gmina (Politische Gemeinde) w północnej Szwajcarii, w kantonie Zurych, w okręgu (Bezirk) Bülach.

## Demografia
W Oberembrach mieszkają 1092 osoby. W 2021 roku 13,1% populacji gminy stanowiły osoby urodzone poza Szwajcarią.